# لالو ساردينياس
كان إدواردو «لالو» ساردينياس أحد مقاتلي الثورة الكوبية وعضو حركة 26 يوليو بقيادة فيدل كاسترو خلال 1958-..1959.

## سيرة شخصية
كان إدواردو «لالو» سارديناس تاجرًا عمل في منطقة سييرا مايسترا في عقد 1950  في عام 1957 انضم إلى جماعة حرب العصابات المنشأة حديثًا في فيدل كاسترو بعد أن قتل شخصًا غريبًا دخل منزله.
عندما تم إنشاء العمود الثاني (ما يسمى العمود الرابع) تحت قيادة تشي جيفارا عينه في منصبه الثاني في القيادة ، له برتبة نقيب أظهر في معارك ومناوشات مختلفة شجاعة وذكاء.
في ایلول 1957 ، لمعاقبة أحد رجاله على فعل غير منضبط، حاول ساردينياس ضربه في رأسه بمسدسه. أطلق النار علیه برصاصة قتلته على الفور. نتج عن الحدث رد فعل عام من رجال العصابات يطالبون بإطلاق النار على ساردينيا. تشي جيفارا وفيدل كاسترو، برأي مختلف عن رأي غالبية جيش المتمردين، حاولوا ليوم كامل إقناع رجالهم بأن إطلاق النار على سارديناس كان عقابًا مفرطًا. وأخيراً، تم إجراء تصويت متضارب بين جميع أعضاء جيش المتمردين فيه اختلاف بسيط. تقرر تخفيض الرتبة ولكن ليس إطلاق النار. صوت 76 مقاتلاً لصالح التحلل بينما صوت 70 لصالح الموت.
نتيجة للمحاكمة تم تخفيض رتبة لالو سارديناس واستبدالها كاميلو سيينفويغوس كقائد ثانٍ لتشي جيفارا في العمود الرابع.